# فيضانات إفريقيا 2023
فيضانات إفريقيا من فبراير شباط حتى أواخر ديسمبر كانون الأول 2023، تسببت في وفاة أكثر من 2600 شخص في 15 دولة عبر القارة.

## الخلفية
الأمطار الغزيرة المتكررة التي تسبب أضرارًا وخسائر بشرية بين مارس/آذار ومايو/أيار هي أمر شائع في شرق أفريقيا – ففي مايو/أيار 2020، قُتل حوالي 80 شخصًا بسبب الفيضانات في رواندا. وقد زادت الفيضانات والجفاف في رواندا على مدى فترة 30 عامًا. وتُعزي هيئة الأرصاد الجوية الرواندية أنماط هطول الأمطار غير المعتادة إلى تغير المناخ.
في عام 2023، تسببت عدة جولات من الأمطار الغزيرة في تشبع التربة بالمياه، مما زاد من احتمالية حدوث فيضانات. وبين يناير/كانون الثاني وأبريل/نيسان 2023، أفادت وزارة إدارة الطوارئ بأن الكوارث المرتبطة بالطقس تسببت في 60 حالة وفاة، ودمرت أكثر من 1,205 منزل، وأتلفت 5,000 فدان من الأراضي عبر رواندا. وفي 2 مايو/أيار، توقعت وكالة الأرصاد الجوية الرواندية تساقط أمطار متوقعة أعلى من المتوسط خلال الأيام العشرة المقبلة. وقد طلبت حكومة رواندا سابقًا[متى؟] من السكان المقيمين في مناطق الأراضي الرطبة ومناطق خطرة أخرى إعادة التوطين. كما شهدت أوغندا أمطارًا غزيرة منذ مارس/آذار، تسببت في حدوث انهيارات أرضية دمرت المنازل وشردت مئات الأشخاص.

## تأثير
تسببت فيضانات ناجمة عن أسباب متعددة في مقتل 1,216 شخصًا في ملاوي، و552 في جمهورية الكونغو الديمقراطية، و198 في موزمبيق، و186 في كينيا، و160 في الصومال، و135 في رواندا، و95 في تنزانيا، و40 في مدغشقر، و29 في إثيوبيا، و18 في أوغندا، و15 في جنوب إفريقيا، وقتيل آخر في الكاميرون.

### الجزائر
في أوائل سبتمبر/أيلول، تسببت فيضانات ناجمة عن أمطار غزيرة في مقتل 8 أشخاص على الأقل غرب الجزائر.

### أنغولا

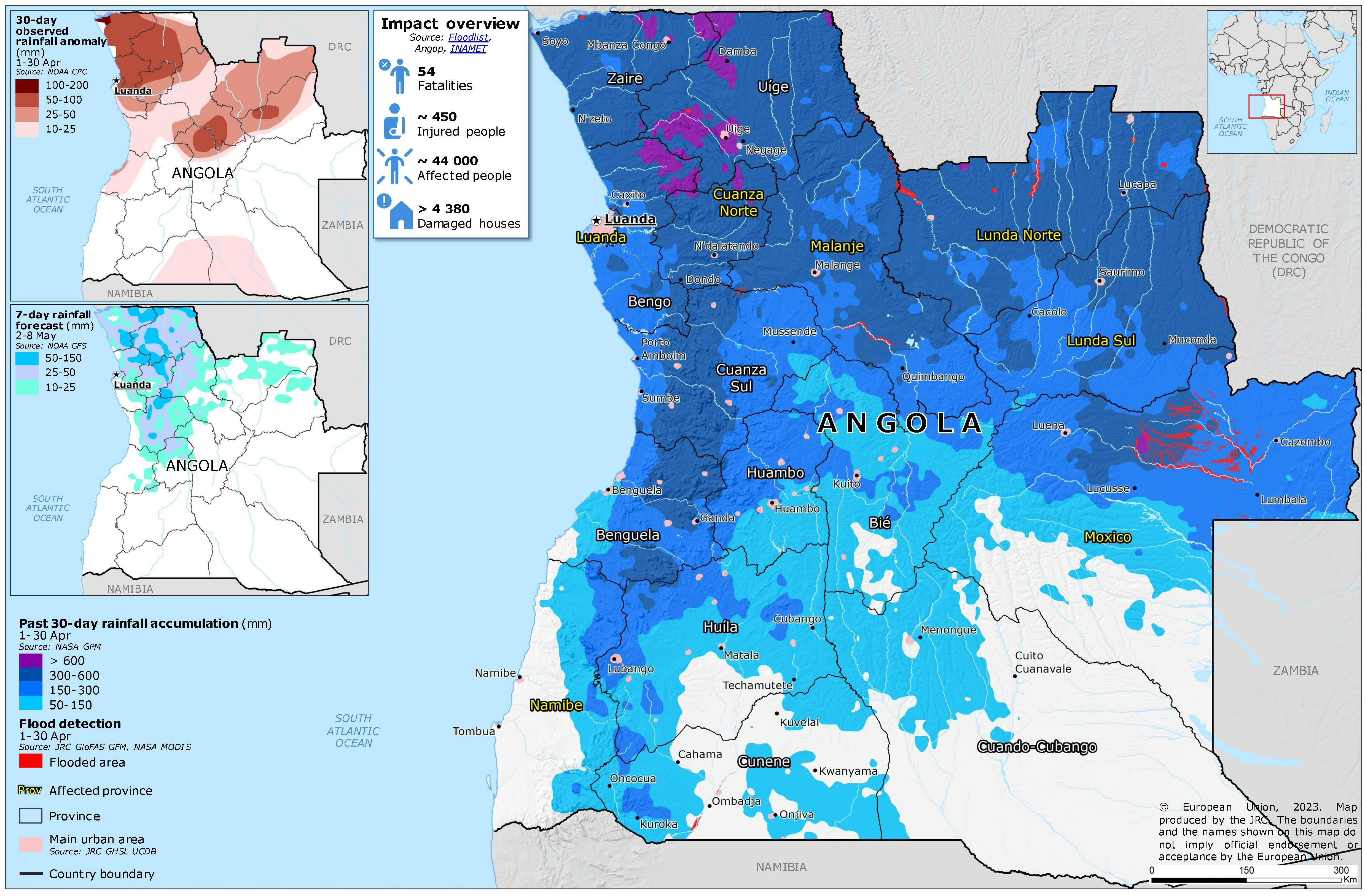
أمطار وفيضانات في أنغولا

أدت أمطار وفيضانات في أنغولا، توفي 20 شخصًا على الأقل ودُمرت 2,900 منزل بسبب الفيضانات في أبريل/نيسان.

### الكاميرون
أسفرت فيضانات ضربت بويَا بالكاميرون في مارس/آذار عن: مقتل شخص؛ وإصابة خمسة؛ واختفاء ستة.
في 3 أبريل، أدى انهيار أرضي بحياة 30 شخصًا وتسبب في فقدان عدة أشخاص في مقاطعة شمال كيفو. وفي 8 مايو، ضرب انهيار أرضي آخر مقاطعة شمال كيفو، مما أسفر عن مقتل ستة أشخاص وفقدان العشرات من عمال المناجم.
في 5 مايو، أودت الفيضانات في قريتي بوشوشو ونياموكوبي في جنوب كيفو بجمهورية الكونغو الديمقراطية بحياة 440 شخصًا على الأقل، وفقدان أكثر من 2500 آخرين.  ردًا على الفيضانات، أعلن رئيس جمهورية الكونغو الديمقراطية فيليكس تشيسكيدي يومًا وطنيًا للحداد في 8 مايو. وفي 9 مايو، ضرب انهياران أرضيان مقاطعة شمال كيفو، مما أسفر عن مقتل عشرة أشخاص في لوبيرو وستة أشخاص على الأقل في منجم سونجامبيلي، وفقدان العشرات من عمال المناجم. وكان 100 عامل داخل المنجم وقت حدوث الانهيار الأرضي. تأثرت الأجزاء الجنوبية الشرقية من البلاد بفيضانات في 28 ديسمبر، مما أدى إلى مقتل 60 شخصًا، وفقدان 16 آخرين، وتدمير أكثر من 100 منزل، وإلحاق أضرار بـ 1400 منزل آخر، معظمها في منطقة بوكافو.

### إثيوبيا
تأثرت أجزاء من إثيوبيا بفيضانات في مارس/آذار، مما أسفر عن مقتل 29 شخصًا وتضرر 240,000 آخرين.

### غانا
كشف تقرير لـ نادمو أن 35,857 شخصًا في منطقة فولتا تأثروا بفيضانات بعد إطلاق سد أكوسومبو للمياه الفائضة في 14 أكتوبر/تشرين الأول 2023. نزح أكثر من 21,000 شخص، وأُصيب سبعة، وجرى إخلاء مستشفى واحد. عزلت الطرق الغارقة بعض المجتمعات، وتفاقم الوضع بسبب هطول المزيد من الأمطار.

### كينيا
تأثرت عدة مناطق في كينيا بفيضانات أواخر مارس/آذار، مما أسفر عن مقتل 12 شخصًا وإصابة خمسة ونزوح 812 أسرة.
في أبريل/نيسان، لقي أربعة أشخاص حتفهم وتأثر حوالي 36,400 شخص بفيضانات في غرب وشمال شرق كينيا.
طوال نوفمبر/تشرين الثاني، تضررت شمال البلاد بأسوأ فيضانات تشهدها كينيا منذ أكثر من قرن. قُتل 170 شخصًا على الأقل وعشرات الآلاف من الماشية، ونزح أكثر من 600,000 شخص.

### إعصار تشينيسو وإعصار فريدي
أودى إعصار تشينيسو بحياة 33 شخصًا وتسبب في فقدان 20 آخرين بمدغشقر، مع تضرر منازل عديدة. لقي 17 شخصًا على الأقل حتفهم وفُقد ثلاثة آخرون بسبب فيضانات ناجمة عن إعصار فريدي. ودُمِّر إجمالًا 6,706 منزلًا بسبب الإعصار.

### إعصار فريدي
في مارس/آذار، ضرب إعصار فريدي طويل العمر ملاوي مسببًا فيضانات أودت بحياة 1,216 شخصًا بمن فيهم 537 في عداد المفقودين ويُعتقد أنهم لقوا حتفهم، وأصابت 1,724 آخرين، وتأثر أكثر من 500,000 مقيم بالبلاد.

### موزمبيق
نتيجة إعصار فريدي، لقي 198 شخصًا على الأقل حتفهم، وأصيب 201 آخرون جراء الفيضانات في موزمبيق. كما دُمِّر ما لا يقل عن 131,300 منزلًا في البلاد.

### النيجر
توفي 32 شخصًا، وأصيب 30 آخرون، بينما تأثر 110,000 شخص إضافي بفيضانات ناجمة عن أمطار غزيرة ضربت النيجراستمرت من يونيو حتى سبتمبر.

### فيضانات منطقة البحيرات الكبرى الأفريقية 2023
بدأت أمطار غزيرة حوالي الساعة 16:00 بالتوقيت العالمي المنسق (6 مساءً بالتوقيت المحلي) في 2 مايو 2023 واستمرت طوال الليل، مما أسفر عن مقتل 135 شخصًا على الأقل. فاض نهر سيبيا عن ضفافه. كانت المناطق الأكثر تضررًا في رواندا هي: روتسيرو، نيابيهو، روبافو، ونغوروريرو. ومن المتوقع هطول المزيد من الأمطار خلال باقي الشهر.
وفقًا لـ"فرانسوا هابيتجيكو"، حاكم مقاطعة غرب رواندا، سُحق الناس تحت انهيار عدة منازل، كما جعلت الانهيارات الأرضية الطرق الرئيسية في المنطقة سالكة، بالإضافة إلى غمر الحقول بالمياه. كما نفق 4,100 رأس من الماشية. دمرت الانهيارات الأرضية والفيضانات 26 جسرًا و17 طريقًا، وخمسة مراكز صحية، ومركزين صحيين فرعيين، ومستشفى واحد. دُمِّرت 5,100 منزل وتضرر 2,500 منزل آخر، ذكرت هيئة الإذاعة العامة في رواندا (RBA) أن عدد الضحايا قد يرتفع مع استمرار ارتفاع منسوب مياه الفيضان.

### سيراليون
أحضرت عاصفة أمطاراً غزيرة من 9 إلى 10 مايو، تسببت في فيضانات وانهيارات طينية أودت بحياة سبعة أشخاص على الأقل في العاصمة فريتاون.

### الصومال
في الصومال، تضررت مئات المنازل وسُجّلت 20 حالة وفاة (بما في ذلك أم وطفليها)، وإصابتان وتأثر 8,000 شخص بسبب فيضانات في مديرية بارديري يوم 24 مارس. وفي مايو، تسببت فيضانات إضافية بمقتل 22 شخصاً وتأثر أكثر من 460,000 شخص. وطوال أكتوبر ونوفمبر، أودت الفيضانات بحياة 118 شخصاً، وأتلفت 224 مدرسة، وشرّدت 1.2 مليون شخص في جميع أنحاء البلاد.

### جنوب إفريقيا
سُجّلت 15 حالة وفاة و4 مفقودين في شرق جنوب إفريقيا نتيجة فيضانات استمرت من فبراير إلى مارس.

### تنزانيا
في أبريل 2023، لقي 7 أشخاص حتفهم، وفُقد 6، ونزح 1,400 شخص، وتدمرت 60 منزلاً بفيضانات في إقليم روكوا. وفي ديسمبر 2023، قُتل العشرات في فيضانات. وأثرت الفيضانات على مقاطعة هانانغ.
وفي أوائل ديسمبر، تسببت فيضانات وانهيارات طينية في مقاطعة هانانغ بمقتل 88 شخصاً، وإصابة 139 آخرين، وتدمير أو إتلاف 1,245 منزلاً، وتأثر 10,090 شخصاً.

### أوغندا
قُتل 23 شخصاً على الأقل، بينهم خمسة في انهيار طيني، وأصيب 3 وفُقد 3 آخرون بفيضانات في أوغندا. دُمّرت أو تضررت منازل عديدة بالبلاد.

### زيمبابوي
قُتل شخصان في زيمبابوي بعد ضرب إعصار فريدي البلاد.

## التداعيات

### رواندا
ذكرت ماريسولانج كايسيري، وزيرة إدارة الطوارئ، أن جهود الإغاثة بدأت فوراً. إلا أن استمرار تعطيل الأمطار الغزيرة أعاق جهود المساعدة في دفن ضحايا الكارثة وتقديم الإمدادات للمتأثرين. وحذرت الوكالة الرواندية للأرصاد الجوية من أمطار إضافية محتملة. وبحسب فرانسوا هابيتيجيكو، تم إنقاذ بعض الأشخاص ونقلهم إلى المستشفيات. وشارك الصليب الأحمر في جهود الإغاثة. ودعت ماري-سولانج كايسيري، الوزيرة المكلفة بقسم الطوارئ، السكان المحليين إلى تعزيز الدوريات وإنفاذ القانون.